# Saint-Léger-de-Montbrun
Pour les articles homonymes, voir Saint-Léger et Montbrun.
Saint-Léger-de-Montbrun est une commune du Centre-Ouest de la France située dans le département des Deux-Sèvres, en région Nouvelle-Aquitaine.

## Géographie
La commune de Saint-Léger-de-Montbrun, localisée au nord du département des Deux-Sèvres se situe immédiatement à l'est de Thouars.
Elle se compose de huit villages principaux : Chenne, Daymé, Meulle, Orbé, Puyraveau, Rigny, Tillé et Vrère (ou Vrères). C'est dans ce dernier village qu'est implantée la mairie.
Le nom de la commune correspond à celui de l'église isolée qui, sur la butte de Montbrun, domine les alentours.

### Climat
Pour des articles plus généraux, voir Climat de la Nouvelle-Aquitaine et Climat des Deux-Sèvres.
Historiquement, la commune est exposée à un climat océanique du nord-ouest.  
En 2020, Météo-France publie une typologie des climats de la France métropolitaine dans laquelle la commune est dans une zone de transition entre le climat océanique et le climat océanique altéré et est dans la région climatique  Moyenne vallée de la Loire, caractérisée par une bonne insolation (1 850 h/an) et un été peu pluvieux.
Pour la période 1971-2000, la température annuelle moyenne est de 12 °C, avec une amplitude thermique annuelle de 14,8 °C. Le cumul annuel moyen de précipitations est de 602 mm, avec 10,6 jours de précipitations en janvier et 6,3 jours en juillet. Pour la période 1991-2020, la température moyenne annuelle observée sur la station météorologique la plus proche, située sur la commune de Thouars à 8 km à vol d'oiseau, est de 13,1 °C et le cumul annuel moyen de précipitations est de 575,5 mm,. Pour l'avenir, les paramètres climatiques de la commune estimés pour 2050 selon différents scénarios d’émission de gaz à effet de serre sont consultables sur un site dédié publié par Météo-France en novembre 2022.

## Urbanisme

### Typologie
Au 1er janvier 2024, Saint-Léger-de-Montbrun est catégorisée commune rurale à habitat dispersé, selon la nouvelle grille communale de densité à sept niveaux définie par l'Insee en 2022.
Elle est située hors unité urbaine. Par ailleurs la commune fait partie de l'aire d'attraction de Thouars, dont elle est une commune de la couronne,. Cette aire, qui regroupe 26 communes, est catégorisée dans les aires de moins de 50 000 habitants,.

### Occupation des sols
L'occupation des sols de la commune, telle qu'elle ressort de la base de données européenne d’occupation biophysique des sols Corine Land Cover (CLC), est marquée par l'importance des territoires agricoles (73,6 % en 2018), en diminution par rapport à 1990 (74,7 %). La répartition détaillée en 2018 est la suivante : 
terres arables (60,4 %), forêts (23,6 %), zones agricoles hétérogènes (12,2 %), zones urbanisées (2,8 %), prairies (1 %). L'évolution de l’occupation des sols de la commune et de ses infrastructures peut être observée sur les différentes représentations cartographiques du territoire : la carte de Cassini (XVIIIe siècle), la carte d'état-major (1820-1866) et les cartes ou photos aériennes de l'IGN pour la période actuelle (1950 à aujourd'hui).

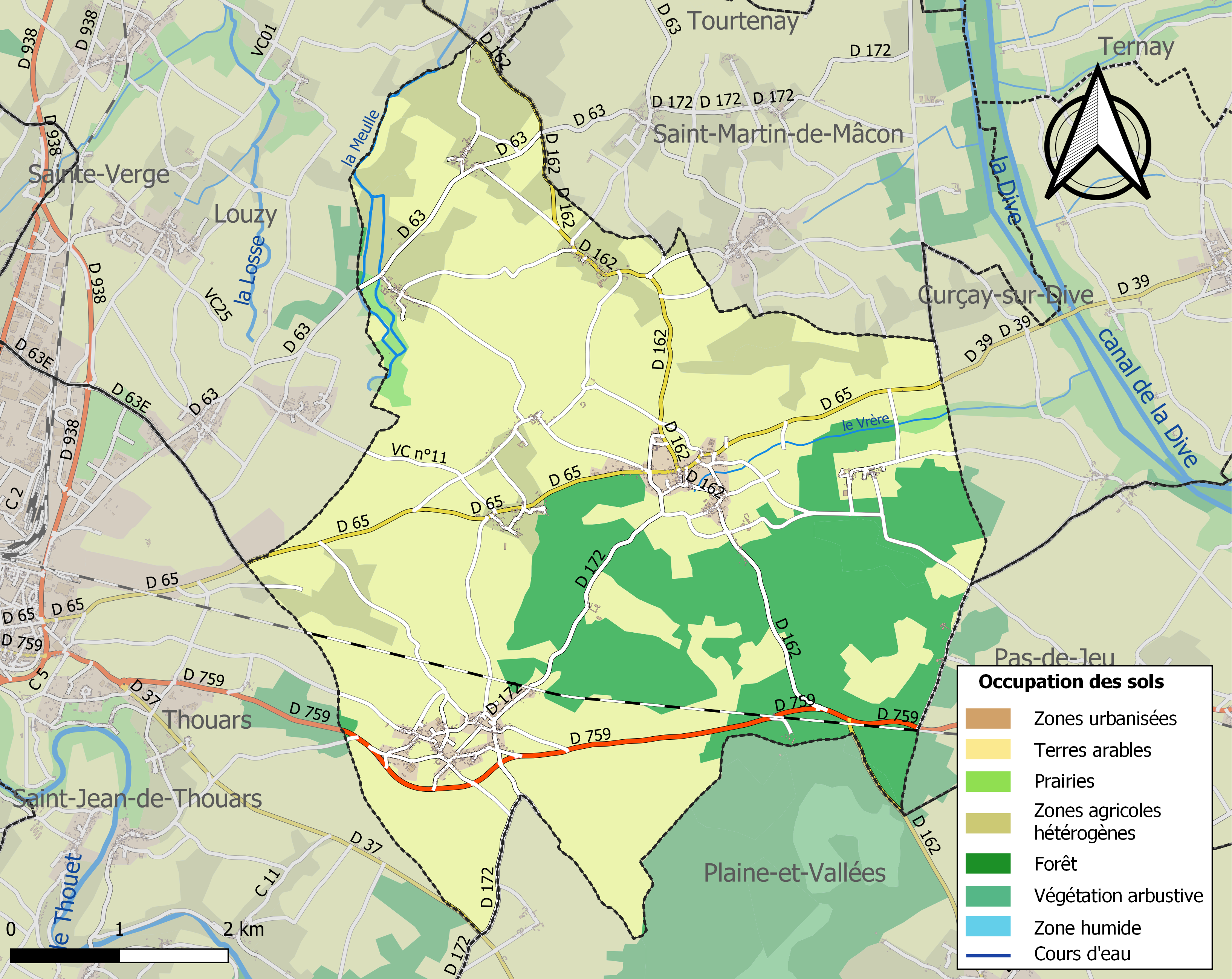
Carte des infrastructures et de l'occupation des sols de la commune en 2018 (CLC).

### Risques majeurs
Le territoire de la commune de Saint-Léger-de-Montbrun est vulnérable à différents aléas naturels : météorologiques (tempête, orage, neige, grand froid, canicule ou sécheresse), inondations, mouvements de terrains et séisme (sismicité modérée). Il est également exposé à un risque technologique,  le transport de matières dangereuses. Un site publié par le BRGM permet d'évaluer simplement et rapidement les risques d'un bien localisé soit par son adresse soit par le numéro de sa parcelle.

#### Risques naturels
Certaines parties du territoire communal sont susceptibles d’être affectées par le risque d’inondation par débordement de cours d'eau. La commune a été reconnue en état de catastrophe naturelle au titre des dommages causés par les inondations et coulées de boue survenues en 1982, 1983, 1993, 1999 et 2010,.

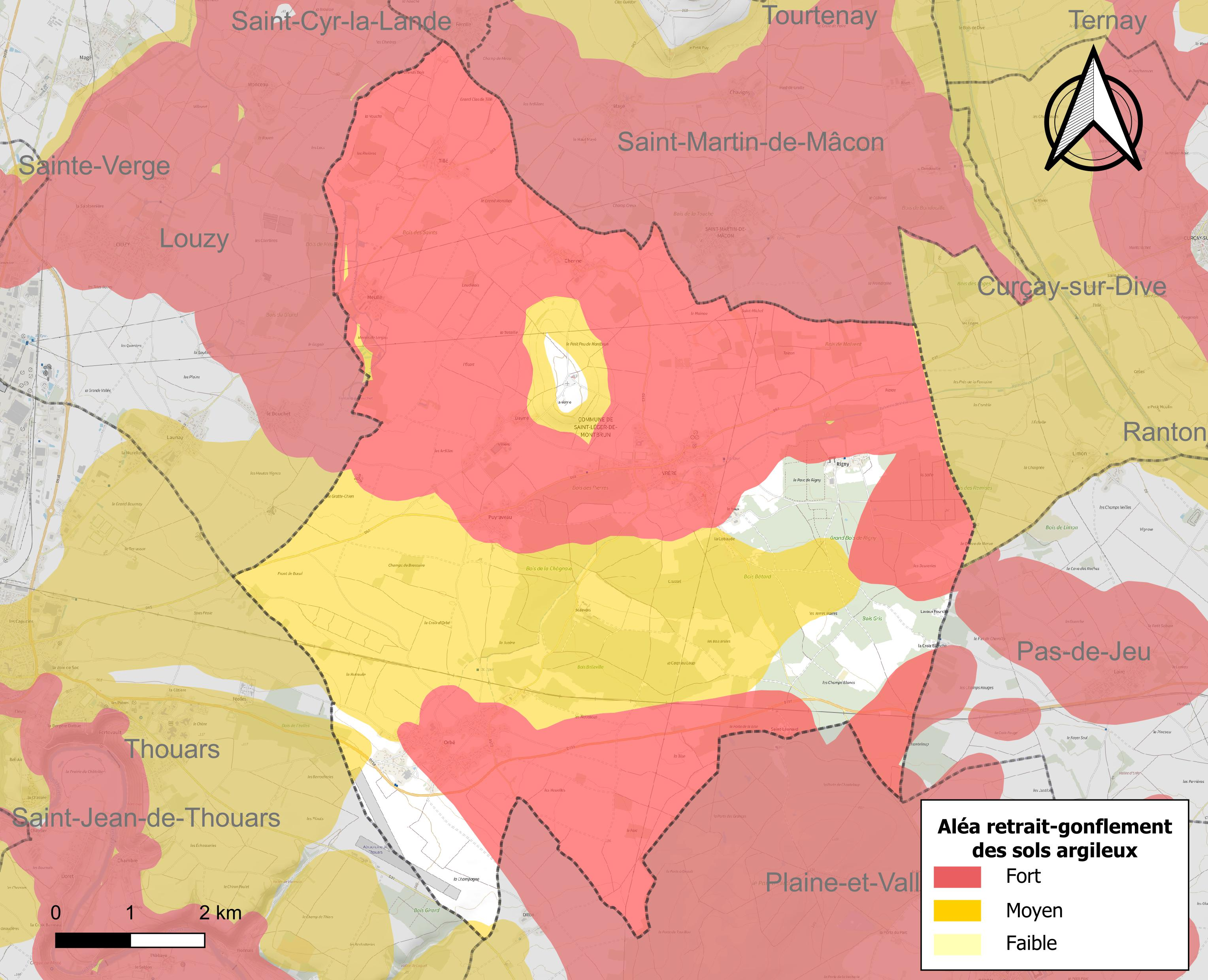
Carte des zones d'aléa retrait-gonflement des sols argileux de Saint-Léger-de-Montbrun.

Les mouvements de terrains susceptibles de se produire sur la commune sont des tassements différentiels. Le retrait-gonflement des sols argileux est susceptible d'engendrer des dommages importants aux bâtiments en cas d’alternance de périodes de sécheresse et de pluie. 88,7 % de la superficie communale est en aléa moyen ou fort (54,9 % au niveau départemental et 48,5 % au niveau national). Depuis le 1er octobre 2020, en application de la loi ELAN, différentes contraintes s'imposent aux vendeurs, maîtres d'ouvrages ou constructeurs de biens situés dans une zone classée en aléa moyen ou fort,.
La commune a été reconnue en état de catastrophe naturelle au titre des dommages causés par la sécheresse en 1989, 1991, 2003, 2005, 2009 et 2017 et par des mouvements de terrain en 1999 et 2010.

## Histoire

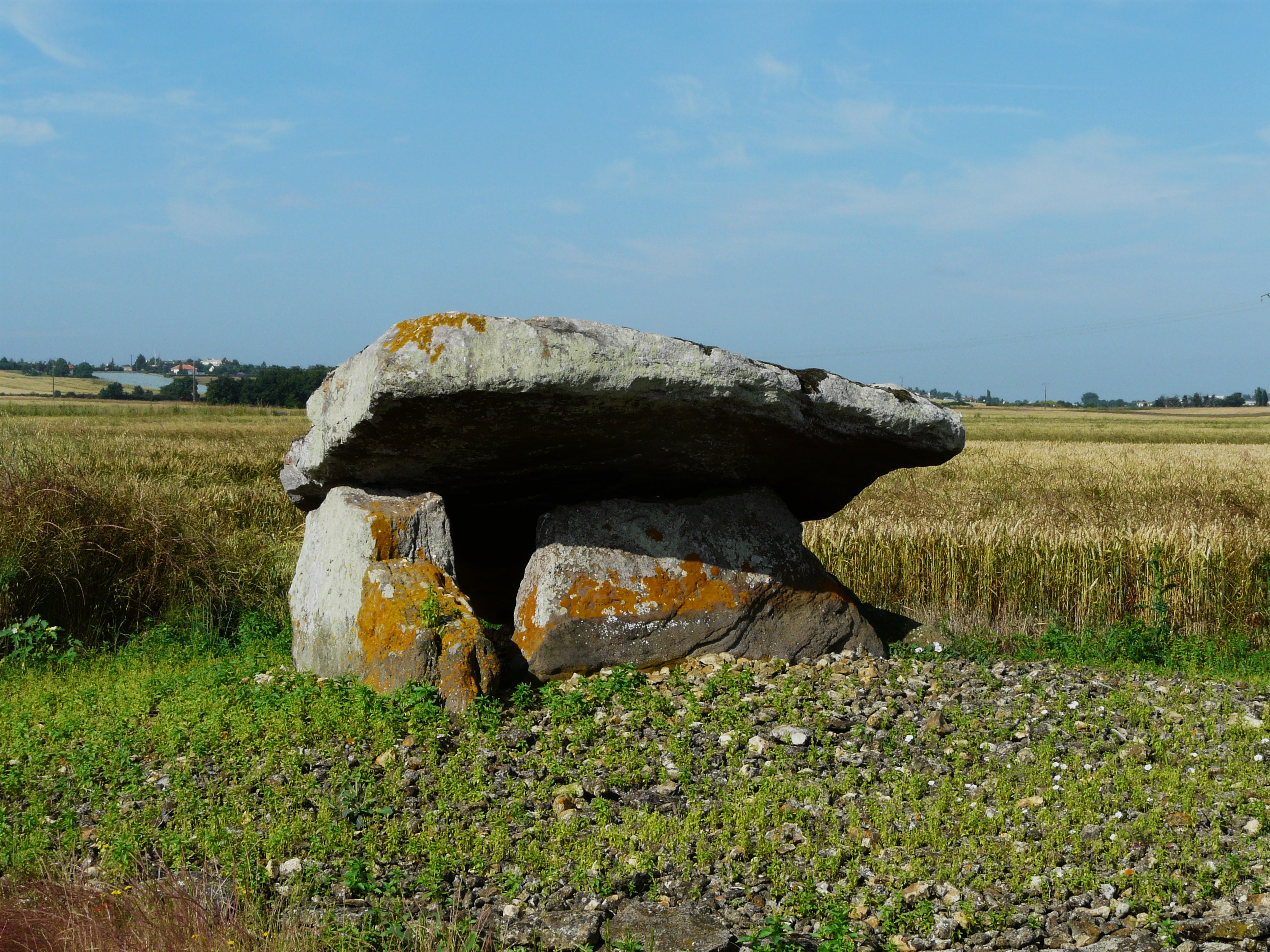
Le dolmen de Pierre levée.

Le site mégalithique de Pierre levée date de l'époque néolithique.
Sous l'Ancien Régime, la paroisse de Montbrun relevait à la fois des marches communes de l'Anjou et du Poitou (vicomté de Thouars et sénéchaussée de Saumur).

## Politique et administration
| Période      | Période   | Identité            | Étiquette | Qualité    |
| ------------ | --------- | ------------------- | --------- | ---------- |
| ?            | mars 2001 | Claude Guéret       |           | Retraité   |
| mars 2001    | juin 2016 | Jean-Jacques Petit  | SE        | Commercial |
| juin 2016    | Juin 2020 | Marinette Cartier   | SE        | Retraitée  |
| juillet 2020 | En cours  | Jean-Paul Montibert | SE        | Retraité   |

La commune de Saint-Léger-de-Montbrun fait partie de la communauté de communes du Thouarsais et du syndicat du Pays Thouarsais.

## Démographie
L'évolution du nombre d'habitants est connue à travers les recensements de la population effectués dans la commune depuis 1793. Pour les communes de moins de 10 000 habitants, une enquête de recensement portant sur toute la population est réalisée tous les cinq ans, les populations de référence des années intermédiaires étant quant à elles estimées par interpolation ou extrapolation. Pour la commune, le premier recensement exhaustif entrant dans le cadre du nouveau dispositif a été réalisé en 2004.

En 2022, la commune comptait 1 257 habitants, en évolution de −0,63 % par rapport à 2016 (Deux-Sèvres : +0,18 %, France hors Mayotte : +2,11 %).
| 1793 | 1800 | 1806 | 1821 | 1831 | 1836 | 1841 | 1846 | 1851 |
| ---- | ---- | ---- | ---- | ---- | ---- | ---- | ---- | ---- |
| 754  | 610  | 625  | 704  | 822  | 859  | 842  | 825  | 842  |

| 1856 | 1861 | 1866 | 1872 | 1876 | 1881 | 1886 | 1891 | 1896 |
| ---- | ---- | ---- | ---- | ---- | ---- | ---- | ---- | ---- |
| 826  | 859  | 877  | 837  | 870  | 895  | 901  | 910  | 922  |

| 1901 | 1906 | 1911 | 1921 | 1926 | 1931 | 1936 | 1946 | 1954 |
| ---- | ---- | ---- | ---- | ---- | ---- | ---- | ---- | ---- |
| 921  | 936  | 953  | 864  | 857  | 925  | 880  | 926  | 916  |

| 1962 | 1968 | 1975 | 1982 | 1990  | 1999  | 2004  | 2006  | 2009  |
| ---- | ---- | ---- | ---- | ----- | ----- | ----- | ----- | ----- |
| 879  | 901  | 810  | 987  | 1 183 | 1 174 | 1 155 | 1 162 | 1 214 |

| 2014  | 2019  | 2022  | - | - | - | - | - | - |
| ----- | ----- | ----- | - | - | - | - | - | - |
| 1 269 | 1 261 | 1 257 | - | - | - | - | - | - |

## Culture locale et patrimoine

### Lieux et monuments
- Le site mégalithique de Pierre levée classé monument historique, en bordure de la route départementale 65, entre Thouars et Puyraveau.
- Le château de Beauvais.
- Le château de Rigny.
- L'église Saint-Léger de Saint-Léger-de-Montbrun.

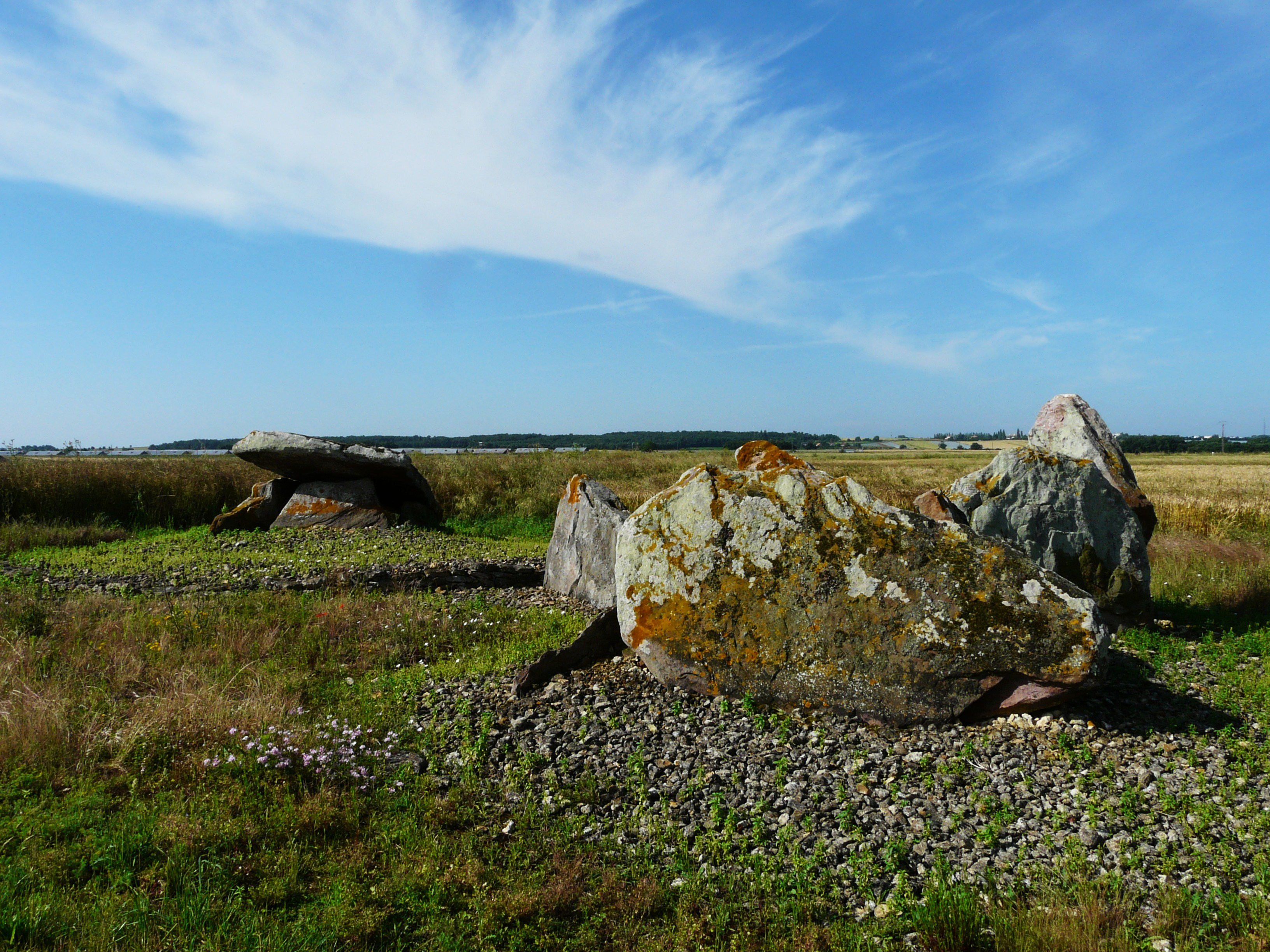
Le site mégalithique de Pierre levée.
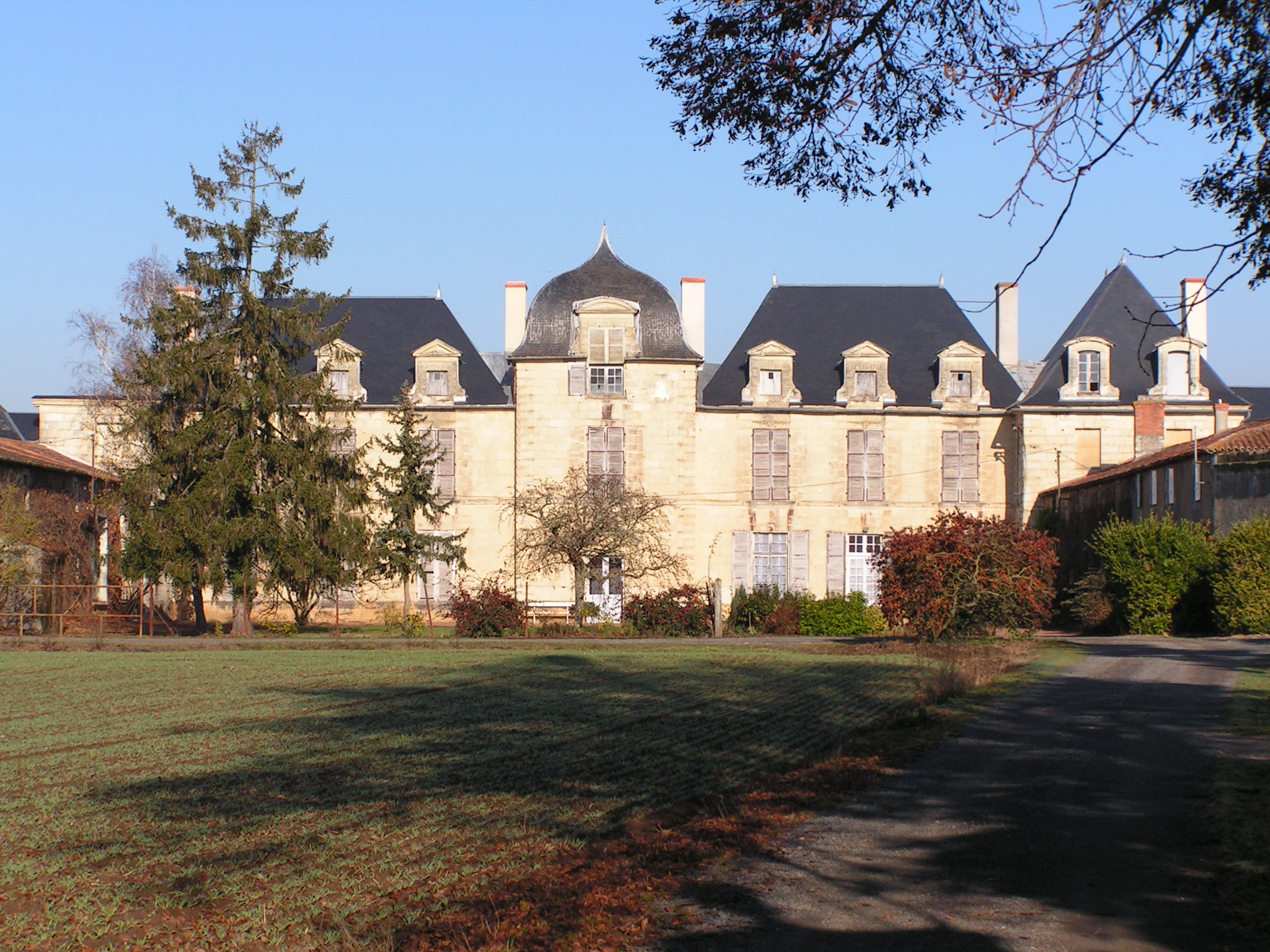
Le château de Rigny.
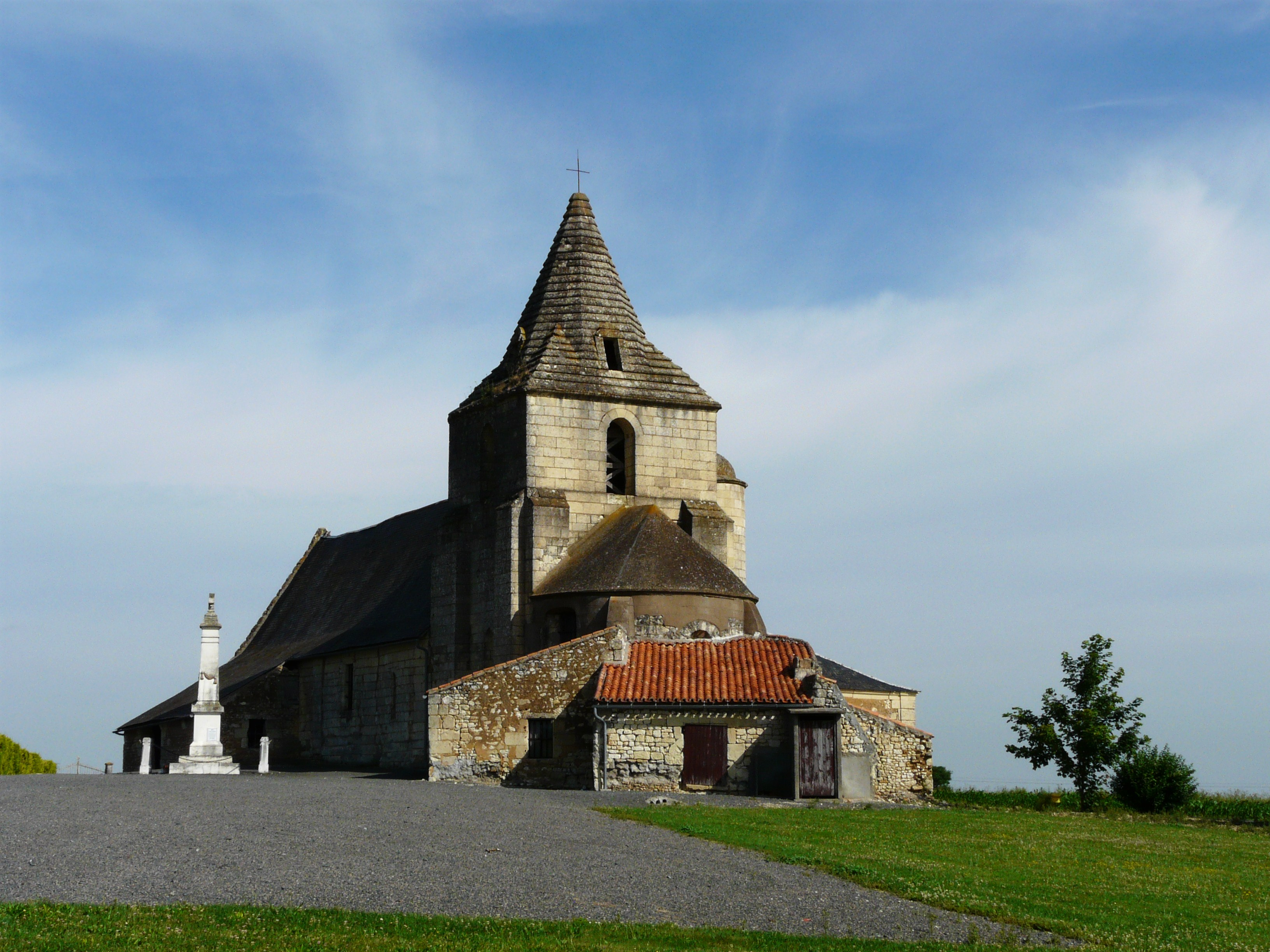
L'église Saint-Léger.
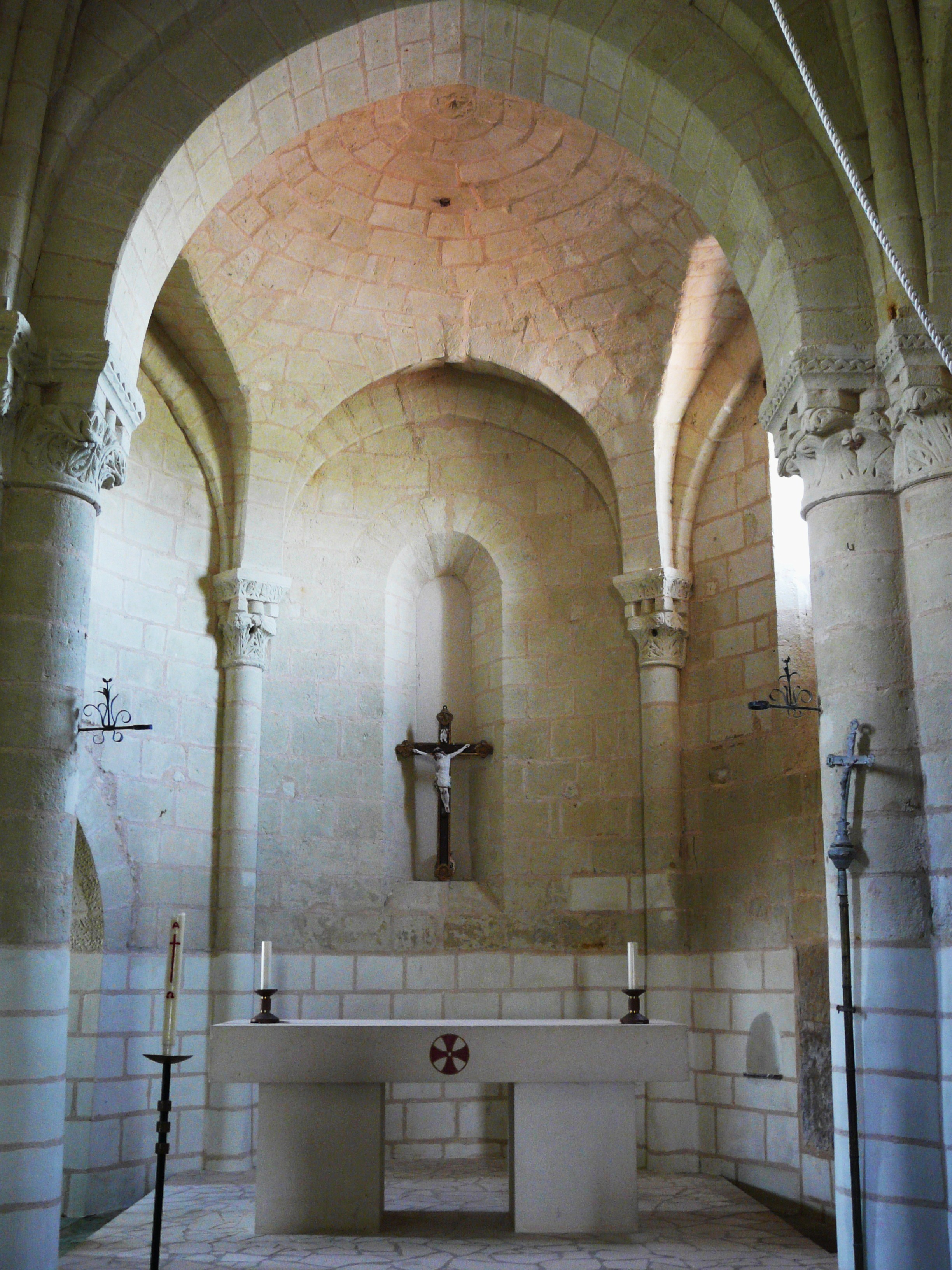
Le chœur de l'église Saint-Léger.

### Personnalités liées à la commune
- Zacharie Zakarian (1848-1923), peintre, y est mort.
- Raymond Duplantier (1874-1954), homme politique né à Saint-Léger-de-Montbrun. Conseiller municipal de Poitiers de 1900 à 1904 et de 1908 à 1912, il est sénateur de la Vienne de 1920 à 1936.

### Héraldique
| Blason de Saint-Léger-de-Montbrun | Blason  | Parti d'azur à un rencontre de chevreuil d'argent, et de gueules à l'arbre du second ; au chef à deux pointes en flancs de sinople chargé d'une église d'argent essorée de sable et adextrée d'un sapin du même. |
| Blason de Saint-Léger-de-Montbrun | Détails | Le statut officiel du blason reste à déterminer. |